# Velodroom van Izu

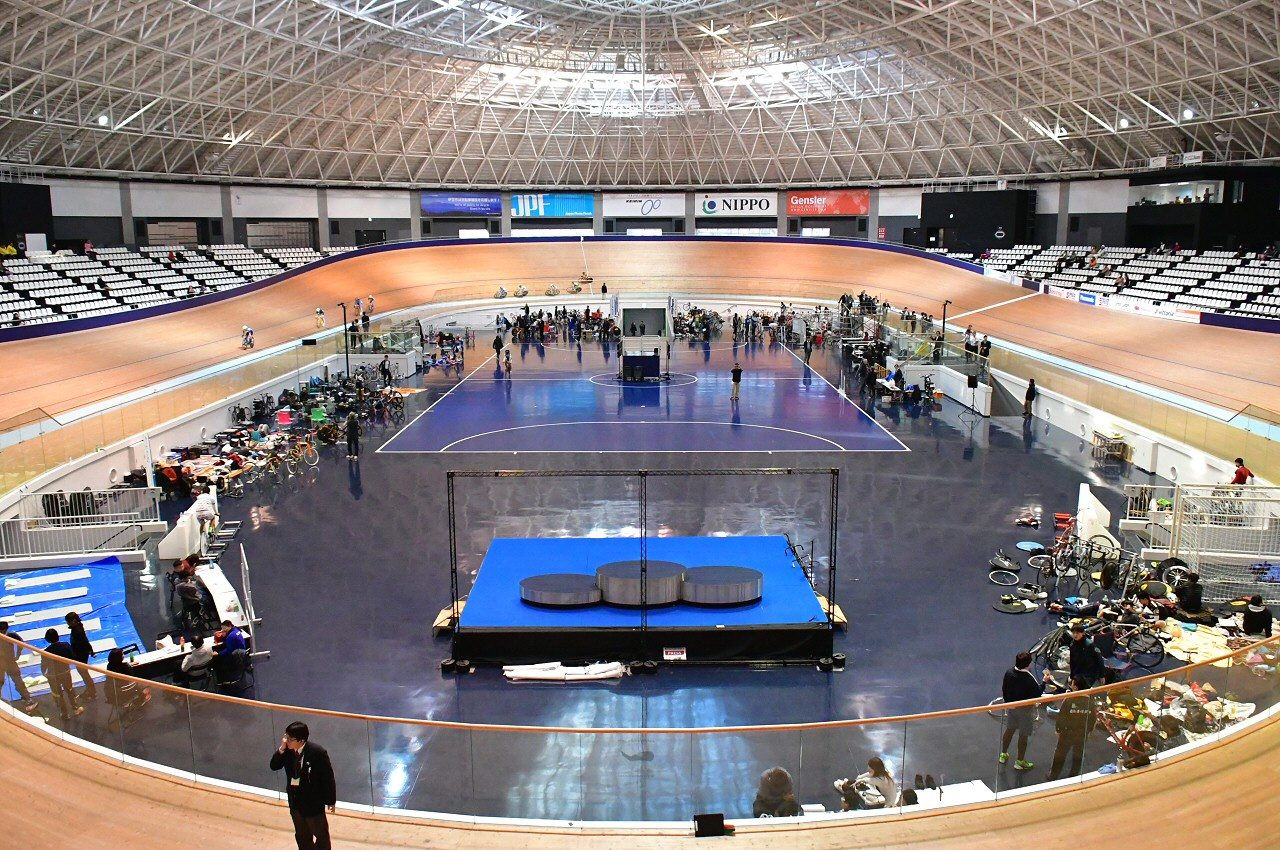

De Velodroom van Izu (Japans: 伊豆ベロドローム, Izu Berodoromu) is een Japanse velodroom in Izu.
De overdekte wielerbaan met een 250 m lange houten piste werd op 1 oktober 2011 ingehuldigd. De baan werd ontworpen door het Duitse architectenbureau Schürmann. De maximale hellingsgraad is 45°. De breedte van de baan is 7,5 m. De baan werd in 2015 door de UCI gecertificeerd. Het baanoppervlak is aangelegd in Siberische den.
De baan is gebouwd in een 27 m hoog gebouw van 119 m lengte op de lange as en 93 m breedte op de korte as. Architect van het gebouw zijn de Amerikaanse Gensler Architects uit San Francisco. Er zijn permanente tribunes met een capaciteit van 1.800 zitplaatsen en tijdelijke tribunes met zitjes voor nog eens 1.200 toeschouwers. Rondom het gebouw is een grotere infrastructuur aangelegd rond fietsen, met kantoren, verblijfsaccommodatie, gymnastiekzaal, polyvalente zalen, BMX-, mountainbike- en cyclocrossparkoers en een pret- en recreatiepark met attracties in fietsthema.
In de velodroom werden van 19 tot 30 januari 2016 de Aziatische Wielerkampioenschappen 2016 wielrennen georganiseerd. Het is voorzien dat de baan de locatie wordt voor het baanwielrennen tijdens de Olympische Zomerspelen 2020 in Tokio. De baan ligt zo'n 100 km ten zuidwesten van de Japanse hoofdstad.